# Шилекша (приток Шингаря)
Шилекша — река в России, протекает в Междуреченском районе Вологодской области. Правый приток реки Шингарь.

## География
Река Шилекша берёт начало в районе деревни Хожаево. Течёт на юго-восток через берёзово-осиновые леса и болота. Устье реки находится в 24 км по правому берегу реки Шингарь. Длина реки составляет 15 км, площадь водосборного бассейна 37 км².
У реки стоят деревни Алексеево, Хожаево и Ряпалово

## Данные водного реестра
По данным государственного водного реестра России относится к Верхневолжскому бассейновому округу, водохозяйственный участок реки — Кострома от истока до водомерного поста у деревни Исады, речной подбассейн реки — Волга ниже Рыбинского водохранилища до впадения Оки. Речной бассейн реки — (Верхняя) Волга до Куйбышевского водохранилища (без бассейна Оки).
По данным геоинформационной системы водохозяйственного районирования территории РФ, подготовленной Федеральным агентством водных ресурсов: 
- Код водного объекта в государственном водном реестре — 08010300112110000012090
- Код по гидрологической изученности (ГИ) — 110001209
- Код бассейна — 08.01.03.001
- Номер тома по ГИ — 10
- Выпуск по ГИ — 0